# Избори за српског члана Предсједништва Босне и Херцеговине 2006.
Избори за српског члана Предсједништва Босне и Херцеговине 2006. одржани су 1. октобра као дио општих избора у БиХ. Побиједио је Небојша Радмановић. Број важећих гласова био је 540.173 (91,18%), а неважећих 52.269 (8,82%). Од укупног броја важећих гласова, на редовним бирачким мјестима било их је 521.331 (96,51%), поштом 11.549 (2,14%), у одсуству 5.393 (1%), те на потврђеним гласачким листићима 1.900 (0,35%).

## Резултати
| Кандидат              | Политички субјекат                | Број гласова | %     | Изабран / Није изабран |
| --------------------- | --------------------------------- | ------------ | ----- | ---------------------- |
| Небојша Радмановић    | Савез независних социјалдемократа | 287.675      | 53,26 | изабран                |
| Младен Босић          | Српска демократска странка        | 130.824      | 24,22 | није изабран           |
| остали                |                                   |              |       | није изабран           |
| Укупно важећи гласови | Укупно важећи гласови             | 540.173      | 100   | -                      |
| Неважећи гласови      | Неважећи гласови                  | 52.269       | -     | -                      |
| Извор: ЦИК            |                                   |              |       |                        |

| Графички приказ‍    | Графички приказ‍    | Графички приказ‍ | Графички приказ‍ | Графички приказ‍ |
| ------------------ | ------------------ | --------------- | --------------- | --------------- |
|                    |                    |                 |                 |                 |
| Небојша Радмановић | Небојша Радмановић |                 | 287.675         | 53,26%          |
| Младен Босић       | Младен Босић       |                 | 130.824         | 24,22%          |